# Vincent Riendeau
Vincent Riendeau (Montreal, 13 de diciembre de 1996) es un deportista canadiense que compite en saltos de plataforma.
Ganó una medalla en el Campeonato Mundial de Natación de 2015 y tres medallas en los Juegos Panamericanos, en los años 2015 y 2019.

## Palmarés internacional
| Campeonato Mundial   | Campeonato Mundial | Campeonato Mundial | Campeonato Mundial           |
| Año                  | Lugar              | Medalla            | Prueba                       |
| -------------------- | ------------------ | ------------------ | ---------------------------- |
| 2015                 | Kazán (Rusia)      | Medalla de plata   | Plataforma 10 m sincro mixto |
| Juegos Panamericanos |                    |                    |                              |
| Año                  | Lugar              | Medalla            | Prueba                       |
| 2015                 | Toronto (Canadá)   | Medalla de plata   | Plataforma 10 m sincro       |
| 2019                 | Lima (Perú)        | Medalla de plata   | Plataforma 10 m sincro       |
| 2019                 | Lima (Perú)        | Medalla de bronce  | Plataforma 10 m              |